# Edvard Antosiewicz
Edvard Antosiewicz także Edvard Antonijevič (ur. 24 grudnia 1902, zm. 4 stycznia 1960) – słoweński gimnastyk, w barwach Jugosławii brązowy medalista olimpijski z Amsterdamu.
Igrzyska w 1928 były jego jedynymi igrzyskami olimpijskimi. Medal wywalczył w drużynowym wieloboju, reprezentację Jugosławii wspólnie z nim tworzyli Boris Gregorka, Stane Derganc, Dragutin Ciotti, Anton Malej, Janez Porenta, Jože Primožič i Leon Štukelj. Pod koniec II wojny światowej został aresztowany przez Gestapo i osadzony w obozie koncentracyjnym Dachau. Od 1949 z rodziną mieszkał w Stanach Zjednoczonych, gdzie zmarł.